# Ilary Blasi
 (décembre 2017).
Si vous disposez d'ouvrages ou d'articles de référence ou si vous connaissez des sites web de qualité traitant du thème abordé ici, merci de compléter l'article en donnant les références utiles à sa vérifiabilité et en les liant à la section « Notes et références ».
Ilary Blasi, née le 28 avril 1981 à Rome, est une animatrice de télévision, actrice et mannequin italienne.

## Filmographie
- 1987 : Da grande de Franco Amurri
- 1989 : La dolce casa degli orrori d'Umberto Lenzi : Sara